# Псефеллюс сумской
Псефеллюс сумской (лат. Psephellus sumensis) — травянистое растение, вид рода Псефеллюс (Psephellus), семейства Астровые (Asteraceae). Редкий вид с сокращающейся численностью. В ходе ревизии вид был выделен из рода василёк (Centaurea), поэтому часто фигурирует под устаревшим названием василёк сумской (Centaurea sumensis), которое в настоящее время является базионимом.  

## Ботаническое описание
Многолетник с коротким разветвленным корневищем и мочковатой корневой системой. Стеблевые листья короткочерешковые, длиной 2— 7 см, обычно цельные, некоторые перистораздельные, самые верхние — линейно-ланцетные.
Корзинки приподнятые, одиночные на изогнутых концах стебля и боковых ветвях, с яйцевидной оберткой шириной 8 — 14 мм. Листочки обертки черепитчато-расположенные, продолговатые, с линейным придатком на верхушке. Венчики пурпурные, у краевых цветков воронковидные, у центральных — трубчатые.
Ложе корзинок со щетинистыми волосками. Семянки плосковатые, суженные к концам, длиной 4— 5 мм, темно-коричневые с рыжеватым хохолком.
Цветёт в мае — июне.

## Ареал
Восточноевропейский вид степей и широколиственных лесов, эндемик Европейской России и Украины. В России распространен преимущественно в чернозёмных областях европейской части, в том числе в сопредельных с Московской (во Владимирской, Тульской и Рязанской областях). Растёт в сосновых лесах степной зоны, а также на безлесных песках вторых террас речных долин и степных склонах водоразделов. К данному виду близки другие виды, растущие в степях и сухих сосновых лесах степной зоны в Западной Сибири, на Кавказе и ряде районов Средней Азии. 